# کمیته ملیون ایرانی
کمیته ملّیون ایرانی تشکلی بود که در طول جنگ جهانی اول  در ایران توسط برخی از مردمان سرشناس ایرانی و نمایندگان مجلس شورای ملی و کابینه نخست وزیری تشکیل شد. بعد از اشغال ایران به رهبری سید حسن تقی‌زاده در برلین به موجودیت خود ادامه داد. هدف اعضا، آن بود که با کمک آلمان بتوانند کشورشان را از دولت‌های اشغال‌گر (روسیه و انگلیس) مصون نگهدارند.

## اعضا
این کمیته نخستین بار برای جدایی دولت از سلطنت در حین اشغال ایران در جنگ جهانی اول و در پی تهدید تصرف تهران توسط نیروی روس با مشارکت افراد فرهیخته و مردمی به همراه کابینه دولت و نمایندگان مجلس نخست شورای ملی ایجاد شد. از نخستین کسانی که در ابتدای این کمیته پیوستند و آن را تشکیل دادند می توان به ملک الشعرای بهار، شاهزاده عبدالحسین میرزا فرمانفرما و حیدرقلی خان لطیفیان اشاره کرد.
اعضای این کمیته که مهاجرت کردند عبارت بودند از: سیدحسن تقی‌زاده، محمد قزوینی، علينقی راوندی، سعدالله‌خان درویش، محمدعلی جمالزاده، ابراهیم پورداوود، کاظم‌زاده ایرانشهر، نصرالله جهانگیر، امیر خیرتی، اسماعیل نوبری و چند نفر دیگر.